# Christopher Johnson (dirigente di football americano)
Christopher Wold Johnson (New Brunswick, 7 agosto 1959 – 17 maggio 2017) è stato un imprenditore e dirigente sportivo statunitense che, assieme al fratello Woody, era il proprietario dei New York Jets della National Football League.. Era il pronipote di Robert Wood Johnson I (cofondatore della Johnson & Johnson).

## Biografia
Johnson nacque a New Brunswick, New Jersey. Era il figlio di Betty (Wold) e Robert Wood Johnson III, presidente della Johnson & Johnson per quattro anni. Johnson crebbe con quattro fratelli, Keith Johnson, Billy Johnson, Elizabeth "Libet" Johnson e Woody, a nord del New Jersey. Nel 1975, Keith morì di overdose di cocaina mentre Billy scomparve in un incidente motociclistico.

### Sport
Il 18 gennaio 2000, Johnson acquistò assieme al fratello i Jets per 635 milioni di dollari, la terza cifra più alta pagata in uno sport professionistico e la più alta per una squadra di New York. Johnson, che corteggiò anche i New York Knicks, superò l'offerta di 612 milioni di dollari di Charles Dolan, proprietario di Cablevisión, che possiede il Madison Square Garden, i Knicks e i Rangers. La squadra fu ceduta per 100 milioni di dollari in più di quello che gli analisti finanziari si attendevano. Forbes nel 2015 ha valutato la squadra 2,85 miliardi di dollari.
Nel 2017, Johnson divenne amministratore delegato e chairman dei Jets dopo la nomina di Woody ad ambasciatore nel Regno Unito.  Da allora Johnson lavorò come massimo dirigente della franchigia durante l'assenza del fratello.